# Evan (divinità)
Nella mitologia etrusca, Evan è la dea che personifica l'immortalità e fa parte delle Lasa, divinità femminili guardiane delle tombe. Si trovano spesso in compagnia di Turan che è la dea dell'amore. Le Lasa sono a volte raffigurate con le ali, a volte senza. I loro attributi sono le corone e gli specchi.